# Adam Woodbury
Adam Woodbury (Sioux City, 13 gennaio 1994) è un ex cestista statunitense.